# Ahsoka (televisieserie)
Ahsoka is een Amerikaanse televisieserie die werd uitgebracht op 22 augustus 2023 op de streamingdienst Disney+ en wordt geproduceerd door onder andere Dave Filoni en Jon Favreau.
De liveactionserie maakt deel uit van de Star Wars-franchise, en is het vervolg op de animatieserie Star Wars Rebels en een spin-off van de serie The Mandalorian met het personage Ahsoka Tano uit deze series die ook voorkwam in andere Star Wars-media zoals Star Wars: The Clone Wars en The Book of Boba Fett. Ahsoka speelt zich af in hetzelfde tijdsbestek als The Mandalorian, The Book of Boba Fett en Star Wars: Skeleton Crew.
De serie werd door Kathleen Kennedy aangekondigd tijdens Disney Investor Day 2020, kort na de eerste liveactionverschijning van het personage Ahsoka door actrice Rosario Dawson in The Mandalorian.

## Verhaal
Deze Star Wars-serie van acht afleveringen speelt zich af tijdens de verhaallijn van The Mandalorian, tussen de films: Star Wars: Episode VI: Return of the Jedi en Star Wars: Episode VII: The Force Awakens.
Ahsoka Tano is in de serie op zoek naar de kaart om de locatie van Grand Admiral Thrawn en Jedi Padawan Ezra Bridger te achterhalen, om zo een nieuwe galactische oorlog te voorkomen.

## Rolverdeling
| Acteur                  | Personage                   | Notitie | Seizoen     | Seizoen |
| Acteur                  | Personage                   | Notitie | 1           |         |
| ----------------------- | --------------------------- | --- | ----------- | ------- |
| Rosario Dawson          | Ahsoka Tano                 | Een Togruta en voormalige Jedi Padawan en leerling van Anakin Skywalker. Verscheen eerder in de film Star Wars: The Clone Wars en de televisieseries Star Wars: The Clone Wars, Star Wars Rebels, Star Wars: Tales of the Jedi, Star Wars Forces of Destiny, The Mandalorian en The Book of Boba Fett. In de animatieseries werd ze ingesproken door Ashley Eckstein, die ook als Ahsoka is te horen in de film Star Wars: Episode IX - The Rise of Skywalker. | Hoofdrol    |         |
| Natasha Liu Bordizzo    | Sabine Wren                 | Een Mandaloriaanse krijger en graffitikunstenaar, voormalig Imperial Academy leerling, voormalig premiejager en Ahsoka's voormalige leerling met deskundige kennis van wapens en explosieven. Verscheen eerder in de animatieseries Star Wars Rebels en Star Wars Forces of Destiny, ingesproken door Tiya Sircar. | Hoofdrol    |         |
| Ray Stevenson           | Baylan Skoll                | Een voormalige Jedi die Order 66 overleefde door naar de Unknown Regions te vluchten, die nu een huursoldaat is op zoek naar macht. Hij is de meester van Shin Hati en werkt samen met Morgan Elsbeth. Stevenson sprak eerder de stem in van Gar Saxon in Star Wars: The Clone Wars en Star Wars Rebels. | Hoofdrol    |         |
| David Tennant (stem)    | Huyang                      | Een lichtzwaard-makende droid die duizenden jaren door de Jedi werd gebruikt. Verscheen eerder in de animatieserie Star Wars: The Clone Wars. | Hoofdrol    |         |
| Mary Elizabeth Winstead | Hera Syndulla               | Een Twi'lek New Republic generaal die de piloot is van de Ghost. Hera heeft een zoon, Jacen, met overleden Jedi-ridder, Kanan Jarrus. Hera Syndulla verscheen eerder in de animatieseries Star Wars Rebels, Star Wars: The Bad Batch, Star Wars Forces of Destiny en videospel Star Wars: Squadrons, ingesproken door Vanessa Marshall. | Hoofdrol    |         |
| Ivanna Sakhno           | Shin Hati                   | Baylan's leerling, die de krachten van de Dark Side gebruikt, en van Baylan de opdracht krijgt om achter Ahsoka aan te gaan. | Hoofdrol    |         |
| Diana Lee Inosanto      | Morgan Elsbeth              | De voormalige magistraat van Calodan die een bondgenoot is van Thrawn, en een van de laatst overgebleven Nightsisters van Dathomir. Morgan Elsbeth verscheen eerder in de televisieserie The Mandalorian. | Hoofdrol    |         |
| Dave Filoni (stem)      | C1-10P "Chopper"            | Hera's astromoch-droid. Verscheen eerder in de animatieserie Star Wars Rebels, Star Wars: The Clone Wars, Star Wars: The Bad Batch, Star Wars Forces of Destiny en de film Rogue One: A Star Wars Story. Filoni, tevens regisseur, schrijver en uitvoerend producent van Ahsoka, speelde eerder de rol van Trapper Wolf in seizoen 1 en 3 van The Mandalorian. | Terugkerend |         |
| Eman Esfandi            | Ezra Bridger                | Een voormalige oplichter en dief uit Lothal die door overleden Kanan Jarrus werd opgevangen om te worden opgeleid tot Jedi, voordat hij zichzelf opofferde en met Thrawn uit de melkweg verdween. Verscheen eerder in de animatieserie Star Wars Rebels, ingesproken door Taylor Gray. | Terugkerend |         |
| Hayden Christensen      | Anakin Skywalker            | Een oud-Jedi, die overstapte naar de Dark Side onder de naam Darth Vader. Tevens vader van Luke Skywalker en Leia Organa, waarvan Luke de verlosser was de Darkside voor Anakin. Ook was is hij de voormalige Jedi Meester van Ahsoka Tano. Verscheen eerder in de films Star Wars: Episode I - The Phantom Menace (gespeeld door Jake Lloyd), Star Wars: Episode II - Attack of the Clones, Star Wars: Episode III - Revenge of the Sith, Star Wars: Episode VI - Return of the Jedi (in oudere beelden gespeeld door Sebastian Shaw), Star Wars: Episode IX - The Rise of Skywalker (als stem ingesproken door Christensen) en de televisieserie Obi-Wan Kenobi. Voor de animatieseries werd Anakin Skywalker ingesproken door Matt Lanter. | Terugkerend |         |
| Nican Robinson          | First Officer Vic Hawkins   | Eerste officier van de New Republic's defensie vloot, aan boord van Home One onder generaal Hera Syndulla. | Terugkerend |         |
| Lars Mikkelsen          | Grand Admiral Thrawn        | Grootadmiraal van het voormalige Galactische Keizerrijk. Samen met Ezra Bridger werd hij tijdens de Slag om Lothal door de Purrgil naar het Peridea-systeem verbannen. Verscheen eerder in de animatieserie Star Wars Rebels (waarin hij ook werd ingesproken door Mikkelsen), en in de Expanded Universe in de The Hand of Thrawn duologie, en de Thrawn-triologie, bestaande uit de boeken Heir to the Empire, Dark Force Rising en The Last Command. Ook werd hij genoemd in het derde seizoen van The Mandalorian. | Terugkerend |         |
| Evan Whitten            | Jacen Syndulla              | De zoon van generaal Hera Syndulla en overleden Kanan Jarrus. Verscheen eerder in de animatieserie Star Wars Rebels. | Terugkerend |         |
| Genevieve O'Reilly      | Mon Mothma                  | De kanselier van de New Republic, voormalig senator van de Republic en keizerlijke senaten, en leider en medeoprichter van de rebellenalliantie. Verscheen eerder in de films Star Wars: Episode III - Revenge of the Sith, Rogue One: A Star Wars Story, Star Wars: Episode VI - Return of the Jedi (gespeeld door Caroline Blakiston), de televisieseries Star Wars: The Clone Wars (ingesproken door Kath Soucie) en Star Wars Rebels. | Terugkerend |         |
| Paul Sun-Hyung Lee      | Captain Carson Teva         | Een rebellen kapitein die dient voor de Adelphi Rangers van het New Republic Starfighter Corps. Verscheen eerder in de televisieseries The Mandalorian en The Book of Boba Fett. | Terugkerend |         |
| Wes Chatham             | Kapitein Enoch              | Rechterhand van Grand Admiral Thrawn sinds zijn ballingschap in het Peridea-systeem. Zijn nighttrooper-helm heeft een opvallende goudkleurige gezichtsmasker. Het is Enochs eerste verschijning in de Star Wars-franchise. | Terugkerend |         |
| Jeryl Prescott          | Aktropaw                    | Een Dathomirian heks, een van de Great Mothers. | Terugkerend |         |
| Claudia Black           | Klothow                     | Een Dathomirian heks, een van de Great Mothers. | Terugkerend |         |
| Jane Edwina Seymour     | Lakesis                     | Een Dathomirian heks, een van de Great Mothers. | Terugkerend |         |
| Paul Darnell            | Inquisitor Marrok           | Een inquisiteur die samenwerkt met Baylan Skoll en Shin Hati. | Terugkerend |         |
| Nelson Lee              | Hamato Xiono                | Een senator van de New Republic en de vader van Resistance operator Kazuda Xiono. Verscheen eerder in de animatieserie Star Wars Resistance, ingesproken door Tzi Ma. | Terugkerend |         |
| Maurice J. Irvin        | Senator Mawood              | Een senator van de New Republic. | Terugkerend |         |
| Brendan Wayne           | Lieutenant Lander           | Een luitenant van de New Republic. Acteur Bredan Wayne was een one-set stuntdubbel als Din Djarin / The Mandalorian voor de televisieserie The Mandalorian. | Terugkerend |         |
| Ariana Greenblatt       | Jonge Ahsoka Tano           | Een jongere versie van Ahsoka, die verschijnt in een terugblik met Anakin Skywalker. Beide hebben het uiterlijk en design uit de film Star Wars: The Clone Wars en de televisieserie Star Wars: The Clone Wars. | Bijrol      |         |
| Anthony Daniels         | C-3PO                       | Een protocoldroid gebouwd door Anakin Skywalker die namens zijn dochter, senator Leia Organa, een bericht doorgeeft. Verscheen eerder, ook gespeeld door Daniels, in alle Star Wars-films, de film Rogue One en de televisieserie Obi-Wan Kenobi. Ook sprak Daniels de stem van C-3PO in voor de film Star Wars: The Clone Wars en de animatieseries Star Wars: The Clone Wars, Star Wars Rebels en Star Wars Resistance. | Bijrol      |         |
| Clancy Brown            | Governor Ryder Azadi        | De gouverneur van Lothal. Verscheen eerder in de televisieserie Star Wars Rebels, tevens ingesproken door Brown. Brown sprak eerder de stem in van Savage Opress in Star Wars: The Clone Wars. | Bijrol      |         |
| Mark Rolston            | Captain Hayle               | De kapitein van het gevangenenschip waarin Elsbeth werd vervoerd. Rolston sprak eerder de stem in van Senator Dagonet in Star Wars: Tales of the Jedi. | Bijrol      |         |
| Shakira Barrera         | First Officer Jensen Corbyt | Een New Republic Luitenant die diende als eerste officier onder kapitein Hayle. | Bijrol      |         |
| Peter Jacobson          | Myn Weaver                  | De leider van de operatie op planeet Corelia. | Bijrol      |         |
| Eisa Davis              | Captain Girard              | Een New Republic kapitein die de leiding heeft over de arrestatievloot voor Hera Syndulla. . | Bijrol      |         |
| Temuera Morrison        | Captain Rex                 | Een van de leidende kloontroepen in het leger van de Galactische Republiek. Verscheen eerder in de film Star Wars: The Clone Wars en de televisieseries Star Wars: The Clone Wars, Star Wars Rebels, Star Wars: The Bad Batch en Star Wars: Tales of the Jedi. In de animatieseries werd Rex ingesproken door Dee Bradley Baker. Morrison speelde ook de rol van Jango Fett in Star Wars: Episode II - Attack of the Clones, en zijn kloons waaronder Boba Fett (in Episode V, Episode VI, The Mandalorian en The Book of Boba Fett), Commander Cody (in Episode III) en Nax (in Obi-Wan Kenobi). | Bijrol      |         |
| Vinny Thomas            | Senator Jai Kell            | Een senator van Lothal. Verscheen eerder in de animatieserie Star Wars Rebels, ingesproken door Dante Basco. | Gastrol     |         |
| Helen Sadler (stem)     | HK Assassin Droid Leader    | De leider van de huurdroids die achter Ahsoka Tano aanzitten. | Gastrol     |         |
| Bonnie Wild (stem)      | Navigator Droid             | De navigatie droid van kapitein Hayle. | Gastrol     |         |
| Shelby Young (stem)     | C1-D1                       | Een droid die belangrijk is bij de operatie op planeet Corelia. | Gastrol     |         |
| Matthew Law             | Captain Porter              | Een kapitein van de New Republic. | Gastrol     |         |
| Michele Weaver          | Lieutenant Callahan         | Een luitenant van de New Republic. | Gastrol     |         |
| Jacqueline Antaramian   | Senator Rodrigo             | Een senator van de New Republic. | Gastrol     |         |

Overige stemmen, die hoorbaar zijn in de afleveringen, zijn ingesproken door: Terri Douglas, Robin Atkin Downes, Michael Ralph, Sam Witwer, Matthew Wood en Shelby Young.

## Afleveringen
| Nr. | Titel                                            | Regisseur          | Schrijver   | Releasedatum      |
| 1 | Part One: Master and Apprentice                  | Dave Filoni        | Dave Filoni | 22 augustus 2023  |
| --- | ------------------------------------------------ | ------------------ | ----------- | ----------------- |
| De heks Morgan Elsbeth wordt bevrijd door de huursoldaat Baylan Skoll, een voormalig jedi. Ahsoka Tano had haar gearresteerd en haar sterrenmap afgenomen, die zou kunnen leiden naar de huidige verblijfplaats in een ander universum van de verbannen Grand Admiral Thrawn, waar ook haar vriend Ezra Bridger zou kunnen zijn. Elsbeth wil Thrawn terughalen om de Nieuwe Republiek te vernietigen. Ahsoka vraagt haar voormalige padawan Sabine Wren, een Mandaloriaan, om de map te ontcijferen, maar ze wordt overmeesterd door Shin Hati, Baylan's leerlinge. |                                                  |                    |             |                   |
| 2 | Part Two: Toil and Trouble                       | Steph Green        | Dave Filoni | 22 augustus 2023  |
| Ahsoka en generaal Syndulla gaan op zoek naar Morgan Elsbeth en de sterrenmap. Het spoor leidt naar een werfplaats van oude ruimteschepen van het vroegere Keizerrijk. Daar krijgen ze tegenstand van oudgedienden van het Keizerrijk en inquisitor Marrok. Enkele infiltranten ontsnappen met een reusachtig hyperaandrijving-motor richting planeet Seatos om er vlakbij het nieuwe ruimteschip van Elsbeth af te werken. Op Seatos is een historische site die de map kan ontcijferen. Syndulla kon de ontsnapte infiltranten traceren. Sabine Wren wordt opnieuw padawan van Ahsoka en reist samen met haar en de jedi-droid Huyang naar Seatos om Elsbeth en Skoll te stoppen. |                                                  |                    |             |                   |
| 3 | Part Three: Time to Fly                          | Steph Green        | Dave Filoni | 30 augustus 2023  |
| Onderweg naar de planeet Seatos krijgt Sabine jedi-training van Ahsoka. Eens aangekomen ontdekt Huyang dat het nieuwe ruimteschip Eye of Sion van Morgan Elsbeth gebouwd is om verder te kunnen reizen in hyperruimte dan enig ander ruimteschip richting een ander universum. Ahsoka's ruimteschip wordt beschadigd tijdens een ruimtegevecht en moet een noodlanding maken op Seatos. |                                                  |                    |             |                   |
| 4 | Part Four: Fallen Jedi                           | Peter Ramsey       | Dave Filoni | 6 september 2023  |
| Ahsoka en Sabine trachten de ontcijfering van de sterrenmap op de oude site tegen te houden. Ahsoka slaat inquisitor Marrok dodelijk neer, maar wordt zelf door Baylan Skoll verslagen en valt van een klif bij de site in de zee. Sabine weet de map te bemachtigen maar Skoll overtuigt haar de map terug te geven in ruil haar te helpen haar geliefde Ezra Bridger terug te vinden. De map wordt ontcijferd. Tegen de orders van de Senaat in trekt generaal Syndulla met haar zoon Jacen en een eskader X-wings naar de planeet Seatos om Ahsoka bij te staan. Ze worden bij aankomst verrast door het vertrek in hyperruimte van het ruimteschip Eye of Sion. |                                                  |                    |             |                   |
| 5 | Part Five: Shadow Warrior                        | Dave Filoni        | Dave Filoni | 13 september 2023 |
| Generaal Syndulla organiseert een zoektocht op Seatos naar Ahsoka en Sabine. Bewusteloos in het zeewater ontmoet Ahsoka in haar onderbewustzijn haar oude jedi-leermeester Anakin Skywalker. In een droomwereld van gezamenlijke herinneringen daagt hij haar constant uit of ze wil leven of niet. Syndulla redt Ahsoka van de verdrinkingsdood met de hulp van Jacen en de X-wing piloten. Ahsoka en Huyang reizen Morgan Elsbeth en Baylan Skoll achterna met de hulp van een school Purrgil, walvisachtige ruimtewezens die in hyperruimte kunnen reizen. |                                                  |                    |             |                   |
| 6 | Part Six: Far, Far Away                          | Jennifer Getzinger | Dave Filoni | 20 september 2023 |
| Ahsoka en Huyang reizen mee met de school Purrgil. Morgan Elsbeth, Baylan Skoll, Shin Hati en hun gevangene Sabine Wren komen aan in het Peridea-systeem waar Grand Admiral Thrawn in ballingschap is. Op de planeet Peridea komen zij enkele Nightsister-moeders tegen, die met Thrawn samenwerken om zijn terugkeer mogelijk te maken. Thrawn heeft zijn eigen garde geschapen en zijn vlaggenschip, de Chimaera, is deels gerepareerd. Sabine wordt vrijgelaten van haar gevangenschap, en na een korte hereniging met Thrawn gaat zij eropuit om Ezra Bridger te zoeken. Baylan en Shin achtervolgen Sabine, om haar en Ezra uiteindelijk te kunnen doden. Uiteindelijk vindt Sabine Ezra in een dorpje van Noti-inboorlingen. |                                                  |                    |             |                   |
| 7 | Part Seven: Dreams and Madness                   | Geeta Vasant Patel | Dave Filoni | 27 september 2023 |
| Generaal Syndulla wordt voor een tribunaal van senatoren vrijgesproken van alle beschuldigingen dankzij C3PO. Ahsoka en Huyang komen aan bij de planeet Peridea waar ze direct met een mijnenveld en een ruimtegevecht geconfronteerd worden. Op de planeet worden Sabine, Ezra en de Noti-inboorlingen aangevallen door Shin Hati, lokale vrijbuiters en nighttroopers. Nadat Ahsoka in een duel Baylan Skoll weet te verschalken, helpt zij Sabine en Ezra de aanvallers te verslaan. Terwijl is de Chimaera van Grand Admiral Thrawn bijna vertrekkensklaar om terug te keren naar het universum van De Republiek. |                                                  |                    |             |                   |
| 8 | Part Eight: The Jedi, the Witch, and the Warlord | Rick Famuyiwa      | Dave Filoni | 4 oktober 2023    |
| Grootadmiraal Thrawns Chimaera is volgeladen en de Eye of Sion klemt zich aan het schip vast. Ezra maakt met de hulp van Huyang een nieuwe lightsaber, met reserveonderdelen van de lightsaber van Ezra's meester, Kanan Jarrus. Morgan Elsbeth sluit zich aan bij de Nightsister-moeders en wordt in een ritueel tot een van hen gemaakt, waarbij ze het magische zwaard van Mother Talzin ontvangt. Thrawn stuurt TIE-fighters op het schip van Ahsoka, Sabine, Ezra en Huyang af. Hoewel ze TIE-fighters succesvol neerhalen, wordt hun schip beschadigd en tijdelijk onbruikbaar. Huyang blijft achter om het schip te repareren, en Ahsoka, Sabine en Ezra proberen Thrawn te stoppen voor zijn vertrek. In de tempel waar de Chimaera nog boven hangt, ontstaat een gevecht tussen Thrawns ondode nighttroopers en het trio. Ahsoka blijft uiteindelijk achter om Morgan Elsbeth te bevechten, terwijl Ezra en Sabine verder de toren beklimmen. Eenmaal bovenaan zien zij dat Thrawns schip al vertrekt, maar Sabine weet Ezra met een force-push op het schip te lanceren. Ahsoka slaat Morgan Elsbeth dodelijk neer en zet samen met Sabine en Huyang in hun Jedi-schip de achtervolging in op de Chimaera, maar Thrawns schip ontsnapt in hyperspace waardoor ze vast komen te zitten in het Peridea-systeem. De Chimaera komt aan in het Dathomir-systeem. Ezra vermomt zich als een nighttrooper en weet in het voormalige schip van Baylan en Shin te ontsnappen. Uiteindelijk voegt hij zich bij de vloot van de New Republic, waar hij een hereniging met Hera en Chopper heeft. De Force Ghost van Anakin Skywalker bekijkt Sabine en Ahsoka in het dorpje Noti-inboorlingen. Shin Hati sluit zich aan bij een lokale clan vrijbuiters, terwijl Baylan Skoll de planeet afreist om een persoonlijke missie te volbrengen. |                                                  |                    |             |                   |